# 토레스 제도

토레스 제도의 지도

토레스 제도(영어: Torres Islands)는 바누아투의 최북단에 위치한 제도로, 북쪽에는 솔로몬 제도의 테모투주가 있고 남쪽에는 에스피리투산토섬이 위치한다. 남동쪽의 뱅크스 제도와 함께 바누아투 최북단의 주인 토르바주를 구성하며, 행정 중심지는 로섬(Lo)의 룽가레기(Lungharegi)이다. 면적은 117.7km2, 인구는 826명(2009년 기준)이다. 최고점은 히우섬(Hiw)에 있는 원바라 산(Mount Wonvara)이며, 해발 366m이다.
가장 큰 섬은 히우섬(Hiw, 인구 269명, 2009년 기준)을 비롯해 토가섬(Toga, 인구 250명, 2009년 기준), 로섬(Lo, 인구 210명, 2009년 기준), 테구아섬(Tegua), 메토마섬(Metoma), 리누아섬(Linua), 응구엘섬(Ngwel) 등으로 구성된다.